# Leverettita
La leverettita és un mineral de la classe dels halurs que pertany al grup de l'atacamita. Rep el nom en honor del professor Peter Leverett (n. 1944), professor de química a la Universitat de Western Sydney, en reconeixement de les seves contribucions a la recerca i l'ensenyament de la química i la geologia química.

## Característiques
La leverettita és un halur de fórmula química Cu₃Co(OH)₆Cl₂. Cristal·litza en el sistema trigonal. La seva duresa a l'escala de Mohs és 3. És l'anàleg de cobalt de la herbertsmithita i la gillardita.

## Formació i jaciments
Va ser descoberta a la mina Torrecillas, situada a la localitat de Salar Grande, dins la província d'Iquique (Regió de Tarapacá, Xile), on es troba en forma de romboedres escarpats, de mida no superior a 1 mm. Aquests romboedres de vegades s'apilen al llarg de l'eix c en creixements paral·lels semblants a dits o formant macles en forma de V.